# Lincent
Lincent (in olandese Lijsem, in vallone Lîssin) è un comune belga di 3 055 abitanti, situato nella provincia vallona di Liegi.